# Carapo
Carapo je rijeka u Venezueli, pritoka rijeke Aro. Pripada porječju rijeke Orinoco.